# John Thornett
John Edward Thornett (Sídney, 30 de marzo de 1935-4 de enero de 2019) fue un jugador australiano de rugby que se desempeñó como ala y ocasionalmente como pilar.
Fue internacional con los Wallabies de 1955 a 1967 y su capitán desde 1963. Es considerado uno de los mejores jugadores de la historia y desde 2013 es miembro del World Rugby Salón de la Fama.

## Biografía
Su hermano menor, Dick Thornett, también representó al seleccionado nacional y fue liderado por John.
Murió el 4 de enero de 2019, víctima del cáncer. Thornett vivió sus últimos años en un asilo de ancianos junto a su esposa.

## Selección nacional
Todos sus partidos los empezó como titular. Debutó en la Copa Bledisloe 1955, enfrentó a los British and Irish Lions en dos ocasiones y fueron derrotas 0–2: Gira de 1959 y Gira de 1966. Su mayor éxito fue contra los Springboks: siendo capitán lideró a la victoria 2–0 durante la visita de los sudafricanos en 1965.
Thornett tuvo como compañeros a Bob Davidson, Jim Lenehan, Des Connor, Chilla Wilson, Peter Johnson y Ken Catchpole.